# Andrés Pellacini
Andrés Alberto Pellacini Yepez  (23 de mayo de 1974, Guayaquil), es un actor, presentador de televisión ecuatoriano.

## Biografía
Pellacini nació el 23 de mayo de 1974. Su primera aparición en televisión fue con la imitación de Jaime Bayly, llamado Jaime Gayly, en el programa Pelando la noche del entonces SíTV, en 1999.
En 2001 es parte de la serie cómica de TC Televisión, Solteros sin compromiso, como Fernando Rendón, uno de los protagonistas, junto a Diego Spotorno como Juan Carlos Martínez. La serie fue creada y escrita por él junto a Xavier Pimentel. En 2006 se separó de la serie por ser candidato a diputado por Guayaquil para el Partido Roldosista Ecuatoriano, sin embargo no obtuvo los votos necesarios y regresó a la serie, donde permaneció hasta el 2007 en su temporada final. En 2014 fue estrenada la octava temporada de la serie en internet, formando parte nuevamente del elenco.
En 2013 fue presentador de un programa sobre videos graciosos de internet llamado Tb Chow, por Ecuavisa.
Actualmente es parte del programa radial "Mucho que Contar" en Radio Caravana, además de ser integrante del programa "Huevos Fritos" en el canal digital Armonía TV en Youtube, siendo este canal además el que impulsó la creación y producción de su propia microserie "5 Days Ride", donde recorrió varios lugares turísticos del país en moto.

## Filmografía

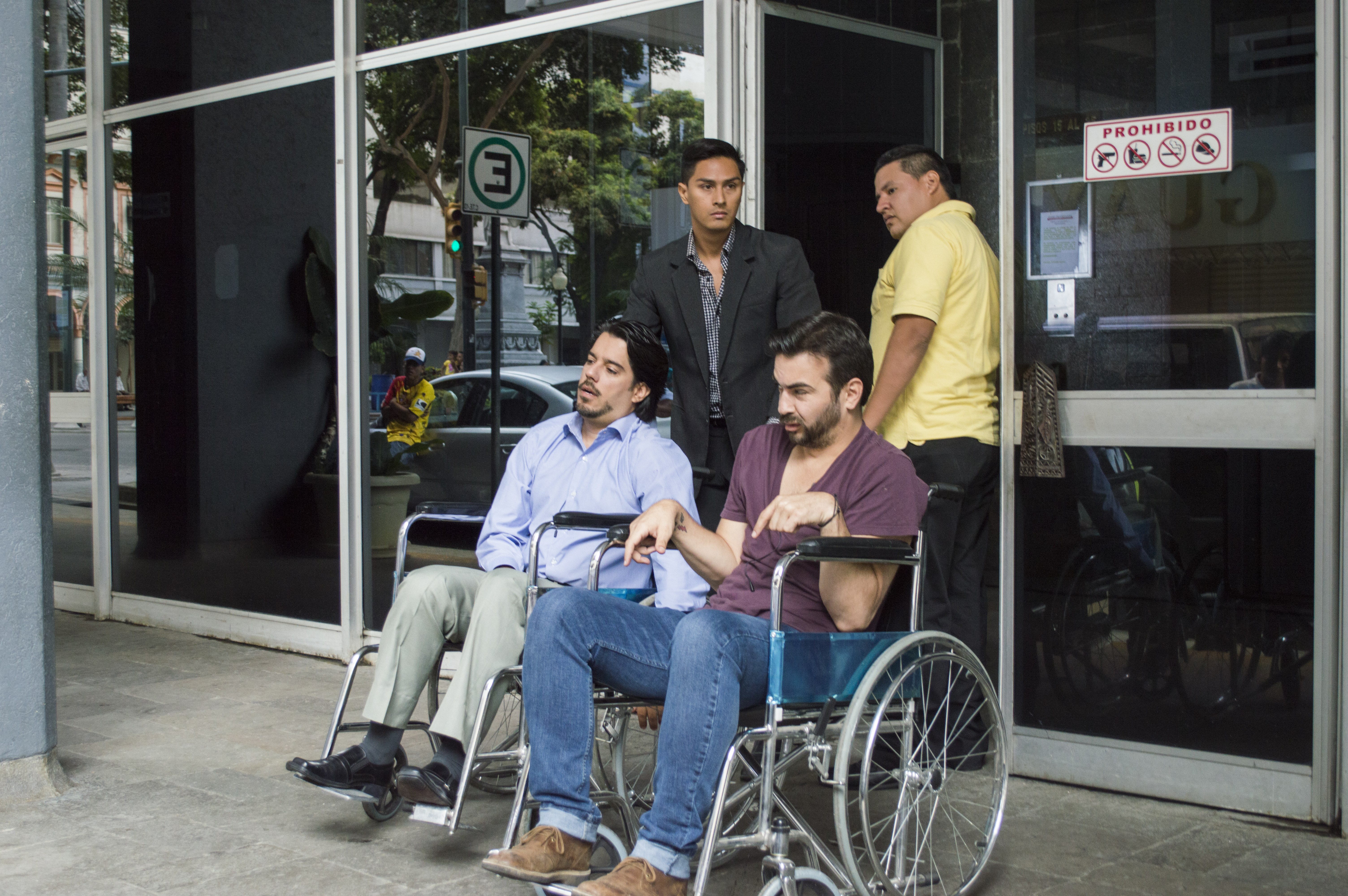
Andrés Pellacini (izquierda) y Diego Spotorno (derecha) en sillas de ruedas, interpretando a Fernando Rendón y Juan Carlos Martínez respectivamente, durante la grabación de un episodio de Solteros Sin Compromiso en 2014.

### Series y telenovelas
| Año       | Título                  | Personaje                          |
| --------- | ----------------------- | ---------------------------------- |
| 2019-2020 | 3 Familias              | Lucas Lagos Yellowstone            |
| 2022      | Solteros sin compromiso | Fernando Mingle Rendón Rivadeneira |
| 2014-2017 | Solteros sin compromiso | Fernando Mingle Rendón Rivadeneira |
| 2001-2007 | Solteros sin compromiso | Fernando Mingle Rendón Rivadeneira |
| 1998-2000 | Sin Animo de Ofender    | Varios personajes                  |

### Programas
| Año       | Programa       | Rol         | Canal      |
| --------- | -------------- | ----------- | ---------- |
| 2007      | Rojo Rosa      | Presentador | Gamavisión |
| 2012-2013 | Así somos      | Presentador | Ecuavisa   |
| 2013      | Tb Chow        | Presentador | Ecuavisa   |
| 2019      | Prueba de amor | Jurado      | Ecuavisa   |